# Conceição do Coité (kommun)
Conceição do Coité är en kommun i Brasilien.   Den ligger i delstaten Bahia, i den östra delen av landet, 1 100 km öster om huvudstaden Brasília. Antalet invånare är 62 042.
Följande samhällen finns i Conceição do Coité:
- Conceição do Coité

Omgivningarna runt Conceição do Coité är huvudsakligen savann. Runt Conceição do Coité är det ganska tätbefolkat, med 65 invånare per kvadratkilometer.